# Piacenza Football Club 1969-1970
Questa pagina raccoglie le informazioni riguardanti il Piacenza Football Club nelle competizioni ufficiali della stagione 1969-1970.

## Stagione
La stagione 1969-1970 vede il ritorno del Piacenza in Serie B dopo 21 anni di assenza, e presenta una novità: viene inaugurato il nuovo stadio Comunale, in sostituzione dell'obsoleto impianto situato a Barriera Genova. Anche la squadra viene profondamente rinnovata, iniziando dall'allenatore: Enrico Radio sostituisce Tino Molina, che lascia la panchina per impegni lavorativi. Viene inoltre ceduto al Foggia il centravanti Renato Mola.
Dopo due giornate la formazione di Radio è in testa alla classifica, grazie alle vittorie su Perugia e Catanzaro; nel prosieguo del campionato, tuttavia, emergono i limiti strutturali della squadra, priva di attaccanti con doti realizzative. Nonostante diversi innesti di mercato, tra cui Marcello Tentorio, la sostituzione di Radio con Bruno Arcari e l'ingaggio dell'ex varesino Alfredo Casati come general manager, la squadra retrocede all'ultima giornata di campionato, a seguito della sconfitta interna per 0-5 contro il Varese di Nils Liedholm e Roberto Bettega.
In Coppa Italia viene inserita nel sesto gruppo di qualificazione, il Piacenza pareggia con Torino e Monza, vince con il L.R. Vicenza, arriva con quattro punti in cima alla classifica con Torino e Monza, ma passa ai Quarti di finale il Torino per migliore differenza reti +2, rispetto al Monza ed al Piacenza con +1.

## Organigramma societario
Area direttiva
- Presidente: comm. Vincenzo Romagnoli
- Vicepresidente: Enrico Campelli
- Segretario: cav. Renato Raffaldi

Area tecnica
- Direttore sportivo: Antonino Canevari, dal 28 dicembre Alfredo Casati (general manager)[5]
- Allenatori: Enrico Radio, dal 29 dicembre Bruno Arcari
- Allenatore in 2ª: Guerrino Rossi
- Allenatore delle giovanili: Camillo Achilli

Area sanitaria
- Medico sociale: Augusto Terzi
- Massaggiatore: Luigi Franchi

## Rosa
Sono in corsivo i giocatori che hanno lasciato la società durante la stagione.
| N. |                   | Ruolo | Calciatore          |
| -- | ----------------- | ----- | ------------------- |
|    | Italia (bandiera) | P     | Luigi Balzarini     |
|    | Italia (bandiera) | P     | Giuseppe Ferretti   |
|    | Italia (bandiera) | P     | Guglielmo Fornasari |
|    | Italia (bandiera) | D     | Pietro Adorni       |
|    | Italia (bandiera) | D     | Giovanni Bordignon  |
|    | Italia (bandiera) | D     | Ottavio Favari (C)  |
|    | Italia (bandiera) | D     | Mario Grechi        |
|    | Italia (bandiera) | D     | Sergio Montanari    |
|    | Italia (bandiera) | C     | Marcello Tentorio   |
|    | Italia (bandiera) | D     | Giuseppe Unere      |
|    | Italia (bandiera) | C     | Giorgio Azzimonti   |
|    | Italia (bandiera) | C     | Silvio Bertani      |

| N. |                   | Ruolo | Calciatore          |
| -- | ----------------- | ----- | ------------------- |
|    | Italia (bandiera) | C     | Paolo Pestrin       |
|    | Italia (bandiera) | C     | Sergio Robbiati     |
|    | Italia (bandiera) | C     | Tomaso Rossi        |
|    | Italia (bandiera) | C     | Giorgio Zoff        |
|    | Italia (bandiera) | A     | Emilio Ferranti     |
|    | Italia (bandiera) | A     | Sauro Fracassa      |
|    | Italia (bandiera) | A     | Paolo Franzoni      |
|    | Italia (bandiera) | A     | Antonio Fratus      |
|    | Italia (bandiera) | A     | Gabriele Gualazzini |
|    | Italia (bandiera) | A     | Enrico Nova         |
|    | Italia (bandiera) | A     | Tiziano Stevan      |

## Calciomercato[6]

### Sessione estiva
| Acquisti | Acquisti            | Acquisti   | Acquisti      |
| R.       | Nome                | da         | Modalità      |
| -------- | ------------------- | ---------- | ------------- |
| P        | Luigi Balzarini     | Lecco      |               |
| D        | Giuseppe Unere      | Torino     | prestito      |
| C        | Giorgio Azzimonti   | Lecco      |               |
| C        | Silvio Bertani      | Cesena     |               |
| C        | Mario Dotelli       | Savona     | fine prestito |
| C        | Tomaso Rossi        | Solbiatese |               |
| A        | Paolo Franzoni      | Torino     | comproprietà  |
| A        | Antonio Fratus      | Castellana |               |
| A        | Gabriele Gualazzini | Inter      | prestito      |

| Cessioni | Cessioni           | Cessioni  | Cessioni               |
| R.       | Nome               | a         | Modalità               |
| -------- | ------------------ | --------- | ---------------------- |
| P        | Guglielmo Ferrari  |           | lista di trasferimento |
| P        | Franco Gregorutti  |           | lista di trasferimento |
| D        | Gianfranco Bozzao  |           | svincolato             |
| C        | Mario Dotelli      | Cremonese | prestito               |
| C        | Adriano Lombardi   | Lecco     | fine prestito          |
| A        | Giovanni Callegari | Cremonese |                        |
| A        | Renato Mola        | Foggia    |                        |

### Sessione autunnale
| Acquisti | Acquisti          | Acquisti | Acquisti |
| R.       | Nome              | da       | Modalità |
| -------- | ----------------- | -------- | -------- |
| D        | Pietro Adorni     | Lazio    | prestito |
| D        | Marcello Tentorio | Bari     |          |
| A        | Enrico Nova       | Palermo  |          |

| Cessioni | Cessioni        | Cessioni | Cessioni |
| R.       | Nome            | a        | Modalità |
| -------- | --------------- | -------- | -------- |
| A        | Emilio Ferranti | Venezia  | prestito |

## Risultati

### Campionato

#### Girone di andata
| Arbitro: | Trono (Torino) |

|  |           |           |
|  | Marcatori | 35’ Unere |

| Arbitro: | Gialluisi (Barletta) |

|            |           |  |
| Stevan 76’ | Marcatori |  |

| Arbitro: | Casarin (Milano) |

|                                             |           |  |
| Cattaneo 6’, 31’ Novellini 48’ Mazzanti 84’ | Marcatori |  |

| Arbitro: | Frasso (Capua) |

|  |           |            |
|  | Marcatori | 50’ Farina |

| Arbitro: | Possagno (Treviso) |

|              |           |                               |
| Robbiati 11’ | Marcatori | 4’ Baisi 31’ (aut.) Bordignon |

| Reggio Emilia 19 ottobre 1969 6ª giornata | Reggiana          | 0 – 0 | Piacenza | Stadio Mirabello\| Arbitro: \| Bianchi (Firenze) \| |
| Arbitro:                                  | Bianchi (Firenze) |       |          |                                                     |

| Arbitro: | Trono (Torino) |

|  |           |                                     |
|  | Marcatori | 30’ Perucconi 63’ Pirola 85’ Toschi |

| Arbitro: | Rodomonte (Teramo) |

|                            |           |           |
| Trombini 31’ Cavazzoni 31’ | Marcatori | 83’ Unere |

| Arbitro: | Cantelli (Firenze) |

|                   |           |  |
| Franzoni 17’, 76’ | Marcatori |  |

| Arbitro: | Gialluisi (Barletta) |

|              |           |  |
| Ferrario 78’ | Marcatori |  |

| Arbitro: | Di Tonno (Lecce) |

|              |           |                 |
| Tentorio 50’ | Marcatori | 59’ Quintavalle |

| Arbitro: | Possagno (Treviso) |

|                            |           |              |
| Salvemini 53’ Solbiati 63’ | Marcatori | 49’ Tentorio |

| Piacenza 14 dicembre 1969 13ª giornata | Piacenza          | 0 – 0 | Mantova | Stadio Galleana\| Arbitro: \| Vacchini (Milano) \| |
| Arbitro:                               | Vacchini (Milano) |       |         |                                                    |

| Arbitro: | Bianchi (Firenze) |

|                                           |           |  |
| Camozzi 26’ (rig.) Bigon 41’ Garzelli 88’ | Marcatori |  |

| Arbitro: | Gussoni (Tradate) |

|              |           |            |
| Tentorio 49’ | Marcatori | 58’ Santon |

| Arbitro: | Trono (Torino) |

|  |           |              |
|  | Marcatori | 71’ Franzoni |

| Arbitro: | Gialluisi (Barletta) |

|             |           |              |
| Achilli 20’ | Marcatori | 53’ Tentorio |

| Piacenza 18 gennaio 1970 18ª giornata | Piacenza           | 0 – 0 | Modena | Stadio Galleana\| Arbitro: \| Picasso (Chiavari) \| |
| Arbitro:                              | Picasso (Chiavari) |       |        |                                                     |

| Arbitro: | D'Agostini (Roma) |

|                |           |  |
| Braida 5’, 79’ | Marcatori |  |

#### Girone di ritorno
| Arbitro: | Mascali (Desenzano del Garda) |

|            |           |  |
| Stevan 68’ | Marcatori |  |

| Perugia 8 febbraio 1970 21ª giornata | Perugia                      | 0 – 0 | Piacenza | Stadio Santa Giuliana\| Arbitro: \| De Robbio (Torre Annunziata) \| |
| Arbitro:                             | De Robbio (Torre Annunziata) |       |          |                                                                     |

| Piacenza 15 febbraio 1970 22ª giornata | Piacenza          | 0 – 0 | Atalanta | Stadio Galleana\| Arbitro: \| Bianchi (Firenze) \| |
| Arbitro:                               | Bianchi (Firenze) |       |          |                                                    |

| Arbitro: | Di Tonno (Lecce) |

|             |           |              |
| Damiano 44’ | Marcatori | 35’ Franzoni |

| Arbitro: | Panzino (Catanzaro) |

|               |           |            |
| Barontini 51’ | Marcatori | 54’ Stevan |

| Arbitro: | Lattanzi (Roma) |

|              |           |  |
| Fracassa 26’ | Marcatori |  |

| Arbitro: | Acernese (Roma) |

|           |           |              |
| Toschi 2’ | Marcatori | 64’ Tentorio |

| Arbitro: | Bernardis (Latina) |

|              |           |                   |
| Tentorio 22’ | Marcatori | 85’ (aut.) Stevan |

| Arbitro: | Giunti (Arezzo) |

|                            |           |  |
| Tartari 25’ Sportiello 27’ | Marcatori |  |

| Arbitro: | Sbardella (Roma) |

|              |           |          |
| Tentorio 31’ | Marcatori | 46’ Enzo |

| Arbitro: | D'Agostini (Roma) |

|             |           |                     |
| Rigotto 27’ | Marcatori | 67’ (rig.) Tentorio |

| Arbitro: | Angonese (Mestre) |

|            |           |                 |
| Stevan 48’ | Marcatori | 44’ Magistrelli |

| Arbitro: | Lattanzi (Roma) |

|                              |           |                        |
| Blasig 52’, 83’ De Cecco 64’ | Marcatori | 1’ Franzoni 63’ Stevan |

| Arbitro: | Gonella (Torino) |

|            |           |           |
| Stevan 76’ | Marcatori | 89’ Villa |

| Arbitro: | Bernardis (Latina) |

|                                 |           |  |
| Badiani 14’ Stanzial 83’ (rig.) | Marcatori |  |

| Arbitro: | Barbaresco (Cormons) |

|             |           |             |
| Fracassa 5’ | Marcatori | 56’ Marinai |

| Piacenza 31 maggio 1970 36ª giornata | Piacenza          | 0 – 0 | Monza | Stadio Galleana\| Arbitro: \| D'Agostini (Roma) \| |
| Arbitro:                             | D'Agostini (Roma) |       |       |                                                    |

| Arbitro: | Torelli (Milano) |

|           |           |                         |
| Roffi 39’ | Marcatori | 83’ Favari 85’ Robbiati |

| Arbitro: | Monti (Ancona) |

|  |           |                                                           |
|  | Marcatori | 11’, 82’ Bettega 13’ (aut.) Favari 30’, 49’ (rig.) Braida |

### Coppa Italia girone 6
| Arbitro: | De Robbio (Torre Annunziata) |

|              |           |                      |
| Robbiati 63’ | Marcatori | 18’ (aut.) Bordignon |

| Arbitro: | Vacchini (Milano) |

|              |           |  |
| Ferranti 79’ | Marcatori |  |

| 7 settembre 1969 3ª giornata | Monza             | – | Piacenza | Stadio Gino Alfonso Sada\| Arbitro: \| Bianchi (Firenze) \| |
| Arbitro:                     | Bianchi (Firenze) |   |          |                                                             |

## Statistiche

### Statistiche di squadra[8]
| Competizione | Punti | Totale | Totale | Totale | Totale | Totale | Totale | DR  |
| Competizione | Punti | G      | V      | N      | P      | Gf     | Gs     | DR  |
| ------------ | ----- | ------ | ------ | ------ | ------ | ------ | ------ | --- |
| Serie B      | 32    | 38     | 7      | 18     | 13     | 26     | 45     | -19 |
| Coppa Italia | 4     | 3      | 1      | 2      | 0      | 2      | 1      | +1  |
| Totale       |       | 41     | 8      | 20     | 13     | 28     | 46     | -18 |

### Statistiche dei giocatori[6]
| Giocatore     | Serie B  | Serie B | Coppa Italia | Coppa Italia | Totale   | Totale |
| Giocatore     | Presenze | Reti    | Presenze     | Reti         | Presenze | Reti   |
| ------------- | -------- | ------- | ------------ | ------------ | -------- | ------ |
| P. Adorni     | 2        | 0       | -            | -            | 2        | 0      |
| G. Azzimonti  | 15       | 0       | 0            | 0            | 15       | 0      |
| L. Balzarini  | 23       | -26     | 3            | -1           | 26       | -27    |
| S. Bertani    | 3        | 0       | 2            | 0            | 5        | 0      |
| G. Bordignon  | 10       | 0       | 3            | 0            | 13       | 0      |
| O. Favari     | 36       | 1       | 3            | 0            | 39       | 1      |
| E. Ferranti   | 3        | 0       | 3            | 1            | 6        | 1      |
| G. Fornasari  | 2        | -3      | 0            | 0            | 2        | -3     |
| S. Fracassa   | 21       | 2       | 1            | 0            | 22       | 2      |
| P. Franzoni   | 36       | 5       | 0            | 0            | 36       | 5      |
| A. Fratus     | 8        | 0       | 0            | 0            | 8        | 0      |
| M. Grechi     | 29       | 0       | 2            | 0            | 31       | 0      |
| G. Gualazzini | 6        | 0       | 3            | 0            | 9        | 0      |
| S. Montanari  | 22       | 0       | 1            | 0            | 23       | 0      |
| E. Nova       | 4        | 0       | -            | -            | 4        | 0      |
| P. Pestrin    | 30       | 0       | 3            | 0            | 33       | 0      |
| S. Robbiati   | 36       | 2       | 3            | 1            | 39       | 3      |
| T. Rossi      | 25       | 0       | 2            | 0            | 27       | 0      |
| T. Stevan     | 26       | 6       | 2            | 0            | 28       | 6      |
| M. Tentorio   | 29       | 8       | -            | -            | 29       | 8      |
| G. Unere      | 26       | 2       | 3            | 0            | 29       | 2      |
| G. Zoff (II)  | 37       | 0       | 1            | 0            | 38       | 0      |